# Đorđe Pantelić
Đorđe Pantelić (auch Djordje Pantelić) (serbisch-kyrillisch Ђорђе Пантелић; * 5. Juli 1984 in Zemun) ist ein serbischer Basketballtrainer und ehemaliger -spieler.

## Werdegang
Nachdem sein Versuch, in Frankreich im Berufsbasketball Fuß zu fassen, misslungen war, gelang dieser Schritt in seinem Heimatland. Pantelić spielte in den folgenden Jahren in mehreren europäischen Ländern, wurde 2012 mit Falco KC Szombathely Zweiter der ungarischen Meisterschaft. Das Fachmedium eurobasket.com zeichnete den Serben anschließend als besten Verteidiger der ungarischen Liga in der Saison 2011/12 aus.
Er stand mit einer Unterbrechung insgesamt fünf Jahre im Aufgebot des Mitteldeutschen BC und bestritt für die Mannschaft 138 Einsätze in der Basketball-Bundesliga. Er erreichte mit 1003 Punkten in der Bundesliga in der Bestenliste des MBC den zweiten Platz. Der MBC entschied 2021, die von Pantelić getragene Rückennummer 12 als Ehrung seiner Leistungen nicht mehr zu vergeben. Zum Abschluss seiner Laufbahn als Leistungsbasketballspieler verstärkte er 2020/21 die BG Bitterfeld-Sandersdorf-Wolfen 06 in der 2. Bundesliga ProB und kehrte im Frühling 2021 noch einmal aushilfsweise ins Bundesliga-Aufgebot des MBC zurück, für den er noch fünf Spiele bestritt. Anschließend wurde er Assistenztrainer beim MBC und war als solcher bis zum Ende der Saison 2022/23 im Amt.